# Tușnad, Harghita
Tușnad (în maghiară Tusnád) este satul de reședință al comunei cu același nume din județul Harghita, Transilvania, România.

## Obiective memoriale
Mormintele soldaților germani din Primul Război Mondial. Mormintele celor 26 de germani căzuți în Primul Război Mondial sunt amplasate în curtea bisericii romano-catolice. 